# گزنوتیم
گزنوتیم (به انگلیسی: Xenotime) با فرمول شیمیایی [Y[PO4 از مجموعه کانی هاست و رادیواکتیویته قوی دارد. از واژه‌های یونانی Xenos یعنی خارجی و time یعنی ستایش و سپاس گرفته شده‌است. در حرارت شعله نیز تنها به صورت جزئی در اسیدها حل می‌شود. در حال محلول در H2SO۴ به رنگ آبی در می‌آید. Y2O۳:۶۱٫۴٪ P2O۵:۳۸٫۶٪ و ادخال‌های نادر Zr , U, Th برای اولین بار در سوئیس کشف شد و از نظر شکل بلور: منشوری - بی پیرامیدال - قرصی، رنگ: قهوه‌ای زرد - متمایل به سبز - خاکستری - قهوه‌ای، شفافیت: نیمه شفاف، شکستگی: نامنظم، جلا: شیشه‌ای - چرب، رخ: کامل، سیستم تبلور: کوادراتیک و در رده‌بندی فسفات است همچنین خاصیت مغناطیسی پارامغناطیس متوسط و منشأ تشکیل آن ماگمایی - پگماتیتی - آبرفتی است.
همایند کانی‌شناسی (پارانژ) آن سختی - چگالی - واکنش هایشیمیایی و اشعه Xکاستیریت - زیرکن- آپاتیت- مونازیت- زیرکن و غیره است
، از نظر ژیزمان بلوری - آگرگات دانه‌ای - شعاعی کمیاب ; آلمان شرقی، سوئیس، نروژ، سوئد، آبرفتهای برزیل، آمریکا، استرالیا، ماداگاسکار و.... یافت می‌شود.